# گرماس
گرماس (به اسپانیایی: Gormaz) یک دهستان در اسپانیا است که در سریا واقع شده‌است.

## خصوصیات
گرماس ۱۵ کیلومترمربع مساحت و ۱۹ نفر جمعیت دارد.